# Dániai Ingeborg francia királyné

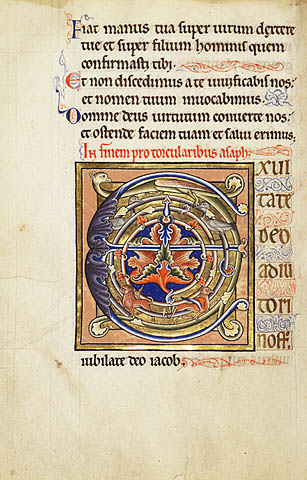
E-iniciálé Ingeborg zsoltároskönyvéből

Dániai Ingeborg (1175 k. – 1236. július 29.) Franciaország királynéja, II. Fülöp Ágost második felesége, I. Valdemár dán király és Minszki Szófia leánya volt.
Első felesége, Hainaut-i Izabella 1190-es halálát követően a trónörökös Lajos betegeskedése miatt Fülöp jobbnak látta új feleség után nézni. Választottja teljesen váratlan módon a dániai Ingeborg hercegnő volt. Miután megállapodtak 10 000 márka hozomány kifizetésében, Ingeborg azonnal útnak indult.
Fülöp 1193. augusztus 14-én találkozott arájával, akit még aznap el is vett, másnap pedig érthetetlen okból koronázás helyett a krónikások által egybehangzóan szépségesnek nevezett Ingeborgot Saint-Maur-des-Fossés zárdájába (később egészségi állapotára való tekintettel Saint-Léger-en-Yvelines királyi kastélyába) záratta, ahol meglehetősen rossz körülmények között kellett élnie. Ettől a naptól fogva nem ismerte el a dán hercegnőt királynénak, és újraházasodási lehetőséget követelt, aminek érdekében egyfelől váltig állította, hogy nem hálták el a nászt (Ingeborg épp az ellenkezőjét hangoztatta), másfelől igyekezett bebizonyítani, hogy Ingeborg túl közeli rokona. Egy francia egyházfőkből és bárókból összehívott gyűlés ezt az év végén ki is mondta, mire a király 1196-ban feleségül vette Merániai Ágnes bajor hercegnőt. 
1198-ban azonban új pápa került trónra Rómában: III. Ince, aki a pápaság egyetemes primátusát hirdette, nem volt hajlandó elnézni a bigámiát, ezért figyelmen kívül hagyott követeléseit követően 1200. január 13-án interdictumot mondott ki egész Franciaországra, ahol így hivatalosan minden egyházi jellegű tevékenység megszűnt. Fülöp kénytelen volt visszakozni, és hivatalosan feleségének ismerte el Ingeborgot, mire 1200 szeptemberében feloldották a tilalmat. A szerencsétlen királynét Étampes várába zárták, Merániai Ágnes pedig Fülöp mellett maradt egészen 1201-ben bekövetkezett haláláig, így az uralkodó végeredményben bigámiában élt továbbra is. Ingeborgot elismerte ugyan királynénak, de nem élt vele, és koronázása is elmaradt. 
A király 1205-ben ismét harcot indított a házasság megsemmisítéséért, ám 1212-re kénytelen volt végleg belátni, hogy a pápa ellenállását nem tudja megtörni. Ingeborg továbbra is királyné maradt, és az angliai hadjárat ürügyén 1213 januárjában Soissons városában kimondták a békülést – a dán rokonság ugyanis jogalap lehetett az angol trónigényhez. Ingeborg ezúttal szabad maradt, bár továbbra sem élt együtt férjével. Idejének nagy részét Saint-Jean-de-l’Île kolostorában töltötte, Corbeil közelében. Férjét 13 évvel élte túl.